# Freestyle-Skiing-Weltcup 2005/06
Die Saison 2005/06 des von der FIS veranstalteten Freestyle-Skiing-Weltcups begann am 3. September 2005 in Mount Buller (Australien) und endete am 19. März 2006 in Apex (Kanada). Ausgetragen wurden Wettbewerbe in den Disziplinen Aerials (Springen), Moguls (Buckelpiste), Dual Moguls (Parallel-Buckelpiste), Skicross und Halfpipe. Höhepunkt der Saison waren die Olympischen Winterspiele 2006, wobei die Freestyle-Wettbewerbe vom 11. bis 23. Februar in Sauze d’Oulx stattfanden.

## Abkürzungen
- AE = Aerials
- MO = Moguls
- DM = Dual Moguls
- SX = Skicross
- HP = Halfpipe

## Männer

### Weltcupwertungen
| Rang | Name                    | Punkte |
| ---- | ----------------------- | ------ |
| 1    | Tomáš Kraus             | 86     |
| 2    | Dale Begg-Smith         | 75     |
| 3    | Roman Hofer             | 57     |
| 4    | Dsmitryj Daschtschynski | 53     |
| 5    | Kyle Nissen             | 50     |
| 6    | Alexandre Bilodeau      | 46     |
| 7    | Enak Gavaggio           | 44     |
| 7    | Stanley Hayer           | 44     |
| 9    | Warren Shouldice        | 41     |
| 10   | Kalle Leinonen          | 40     |

| Rang | Name                    | Punkte |
| ---- | ----------------------- | ------ |
| 1    | Dsmitryj Daschtschynski | 585    |
| 2    | Kyle Nissen             | 549    |
| 3    | Warren Shouldice        | 449    |
| 4    | Ryan Blais              | 404    |
| 5    | Ryan St. Onge           | 369    |
| 6    | Jeret Peterson          | 307    |
| 7    | Aleš Valenta            | 288    |
| 8    | Han Xiaopeng            | 285    |
| 9    | Jeff Bean               | 273    |
| 10   | Aljaksej Hryschyn       | 272    |

| Rang | Name               | Punkte |
| ---- | ------------------ | ------ |
| 1    | Dale Begg-Smith    | 821    |
| 2    | Alexandre Bilodeau | 506    |
| 3    | Sami Mustonen      | 399    |
| 4    | Toby Dawson        | 294    |
| 5    | Nathan Roberts     | 282    |
| 6    | David Babic        | 270    |
| 7    | Chris Wong         | 248    |
| 8    | Marc-André Moreau  | 247    |
| 9    | Warren Tanner      | 240    |
| 10   | Guilbaut Colas     | 234    |

| Rang | Name               | Punkte |
| ---- | ------------------ | ------ |
| 1    | Tomáš Kraus        | 430    |
| 2    | Roman Hofer        | 286    |
| 3    | Enak Gavaggio      | 221    |
| 4    | Stanley Hayer      | 219    |
| 5    | Jesper Brugge      | 195    |
| 6    | Mike Schmid        | 192    |
| 7    | Markus Wittner     | 189    |
| 8    | Isidor Grüner      | 156    |
| 9    | Karl Heinz Molling | 154    |
| 10   | Lars Lewén         | 140    |

| Rang | Name            | Punkte |
| ---- | --------------- | ------ |
| 1    | Kalle Leinonen  | 200    |
| 2    | Mike Riddle     | 112    |
| 3    | Xavier Bertoni  | 90     |
| 4    | Matthew Hayward | 89     |
| 5    | Anders Murud    | 80     |
| 6    | Yuuta Ueno      | 70     |
| 7    | Kévin Rolland   | 62     |
| 8    | Alexandre Laube | 60     |
| 9    | Lyndon Sheehan  | 45     |
| 9    | Pierre Guyot    | 45     |

### Podestplätze
| Datum                                                            | Ort                  | Disz. | 1. Platz                | 2. Platz                | 3. Platz                  |
| ---------------------------------------------------------------- | -------------------- | ----- | ----------------------- | ----------------------- | ------------------------- |
| 03.09.2005                                                       | Mount Buller         | AE    | Jeret Peterson          | Kyle Nissen             | Joe Pack                  |
| 04.09.2005                                                       | Mount Buller         | AE    | Ryan St. Onge           | Eric Bergoust           | Aljaksej Hryschyn         |
| 14.12.2005                                                       | Tignes               | MO    | Tapio Luusua            | Yugo Tsukita            | Sami Mustonen             |
| 16.12.2005                                                       | Changchun            | AE    | Warren Shouldice        | Dsmitryj Daschtschynski | Kyle Nissen               |
| 18.12.2005                                                       | Changchun            | AE    | Dsmitryj Daschtschynski | Kyle Nissen             | Steve Omischl             |
| 18.12.2005                                                       | Oberstdorf           | MO    | Dale Begg-Smith         | Travis Hayer            | Michael Robertson         |
| 07.01.2006                                                       | Mount Gabriel        | MO    | Alexandre Bilodeau      | Jeremy Bloom            | Janne Lahtela             |
| 08.01.2006                                                       | Mount Gabriel        | AE    | Kyle Nissen             | Jeff Bean               | Warren Shouldice          |
| 13.01.2006                                                       | Deer Valley          | MO    | Toby Dawson             | Janne Lahtela           | Dale Begg-Smith           |
| 13.01.2006                                                       | Deer Valley          | AE    | Ryan St. Onge           | Joe Pack                | Dsmitryj Daschtschynski   |
| 14.01.2006                                                       | Deer Valley          | AE    | Dsmitryj Daschtschynski | Warren Shouldice        | Kyle Nissen               |
| 14.01.2006                                                       | Les Contamines       | SX    | Tomáš Kraus             | Massimiliano Iezza      | Enak Gavaggio             |
| 15.01.2006                                                       | Les Contamines       | HP    | Kalle Leinonen          | Mike Riddle             | Alexandre Laube           |
| 20.01.2006                                                       | Kreischberg          | SX    | Tomáš Kraus             | Mike Schmid             | Markus Wittner            |
| 11. bis 23. Februar 2006: olympische Wettbewerbe in Sauze d’Oulx |                      |       |                         |                         |                           |
| 20.01.2006                                                       | Lake Placid          | MO    | Dale Begg-Smith         | Alexandre Bilodeau      | Toby Dawson               |
| 21.01.2006                                                       | Lake Placid          | AE    | Ryan Blais              | Jeff Bean               | Jeret Peterson            |
| 22.01.2006                                                       | Lake Placid          | MO    | Dale Begg-Smith         | Sami Mustonen           | Tapio Luusua              |
| 28.01.2006                                                       | Madonna di Campiglio | MO    | Dale Begg-Smith         | Sami Mustonen           | Janne Lahtela             |
| 01.03.2006                                                       | Jisan                | MO    | Dale Begg-Smith         | Guilbaut Colas          | David Digravio            |
| 03.03.2006                                                       | Špindlerův Mlýn      | SX    | Enak Gavaggio           | Karl Heinz Molling      | Markus Wittner            |
| 04.03.2006                                                       | Špindlerův Mlýn      | MO    | Alexandre Bilodeau      | Dale Begg-Smith         | Nathan Roberts            |
| 05.03.2006                                                       | Špindlerův Mlýn      | AE    | Dsmitryj Daschtschynski | Han Xiaopeng            | Dsmitryj Rak              |
| 03.03.2006                                                       | Davos                | AE    | Steve Omischl           | Aljaksej Hryschyn       | Aleš Valenta              |
| 05.03.2006                                                       | Inawashiro           | MO    | Mikko Ronkainen         | Kai Ozaki               | Pierre-Alexandre Rousseau |
| 11.03.2006                                                       | Sierra Nevada        | SX    | Tomáš Kraus             | Roman Hofer             | Stanley Hayer             |
| 12.03.2006                                                       | Sierra Nevada        | SX    | Roman Hofer             | Tomáš Kraus             | Stanley Hayer             |
| 17.03.2006                                                       | Apex                 | HP    | Kalle Leinonen          | Anders Murud            | Matthew Hayward           |
| 18.03.2006                                                       | Apex                 | MO    | Dale Begg-Smith         | Warren Tanner           | Guilbaut Colas            |
| 19.03.2006                                                       | Apex                 | AE    | Dsmitryj Daschtschynski | Ryan Blais              | Aleš Valenta              |

## Frauen

### Weltcupwertungen
| Rang | Name              | Punkte |
| ---- | ----------------- | ------ |
| 1    | Ophélie David     | 84     |
| 2    | Karin Huttary     | 76     |
| 3    | Jennifer Heil     | 75     |
| 4    | Magdalena Iljans  | 66     |
| 5    | Kari Traa         | 53     |
| 6    | Evelyne Leu       | 48     |
| 6    | Michelle Roark    | 48     |
| 8    | Ala Zuper         | 46     |
| 9    | Nikola Sudová     | 45     |
| 10   | Méryll Boulangeat | 43     |

| Rang | Name           | Punkte |
| ---- | -------------- | ------ |
| 1    | Evelyne Leu    | 524    |
| 2    | Ala Zuper      | 507    |
| 3    | Manuela Müller | 438    |
| 4    | Li Nina        | 436    |
| 5    | Emily Cook     | 349    |
| 6    | Veronika Bauer | 322    |
| 7    | Guo Xinxin     | 297    |
| 8    | Assol Sliwez   | 294    |
| 9    | Xu Nannan      | 283    |
| 10   | Amber Peterson | 271    |

| Rang | Name                   | Punkte |
| ---- | ---------------------- | ------ |
| 1    | Jennifer Heil          | 829    |
| 2    | Kari Traa              | 586    |
| 3    | Michelle Roark         | 528    |
| 4    | Nikola Sudová          | 499    |
| 5    | Hannah Kearney         | 395    |
| 6    | Stéphanie Saint-Pierre | 389    |
| 7    | Sara Kjellin           | 381    |
| 8    | Jillian Vogtli         | 326    |
| 9    | Shannon Bahrke         | 305    |
| 10   | Kristi Richards        | 284    |

| Rang | Name                 | Punkte |
| ---- | -------------------- | ------ |
| 1    | Ophélie David        | 420    |
| 2    | Karin Huttary        | 380    |
| 3    | Magdalena Iljans     | 329    |
| 4    | Méryll Boulangeat    | 217    |
| 5    | Josefiina Kilpinen   | 169    |
| 6    | Virginie Costerg     | 165    |
| 7    | Anne-Patricia Gugger | 162    |
| 8    | Julia Manhard        | 161    |
| 9    | Seraina Murk         | 142    |
| 10   | Tereza Kačirová      | 129    |

| Rang | Name                | Punkte |
| ---- | ------------------- | ------ |
| 1    | Anaïs Caradeux      | 140    |
| 2    | Mirjam Jäger        | 106    |
| 3    | Sarah Burke         | 100    |
| 4    | Jennifer Hudak      | 80     |
| 5    | Rosalind Groenewoud | 68     |
| 6    | Ingrid Berntsen     | 60     |
| 6    | Marta Ahrenstedt    | 60     |
| 8    | Katrien Aerts       | 50     |
| 8    | Emily Higgins       | 50     |
| 10   | Audrey Faivre       | 45     |
| 10   | Cat Smiley          | 45     |

### Podestplätze
| Datum                                                            | Ort                  | Disz. | 1. Platz           | 2. Platz                  | 3. Platz             |
| ---------------------------------------------------------------- | -------------------- | ----- | ------------------ | ------------------------- | -------------------- |
| 03.09.2005                                                       | Mount Buller         | AE    | Li Nina            | Xu Nannan                 | Ala Zuper            |
| 04.09.2005                                                       | Mount Buller         | AE    | Li Nina            | Ala Zuper                 | Cheng Shuang         |
| 14.12.2005                                                       | Tignes               | MO    | Hannah Kearney     | Jennifer Heil             | Sara Kjellin         |
| 16.12.2005                                                       | Changchun            | AE    | Wang Jiao          | Zhao Shanshan             | Evelyne Leu          |
| 18.12.2005                                                       | Changchun            | AE    | Xu Nannan          | Zhang Xin                 | Veronika Bauer       |
| 18.12.2005                                                       | Oberstdorf           | MO    | Jennifer Heil      | Kristi Richards           | Nikola Sudová        |
| 07.01.2006                                                       | Mount Gabriel        | MO    | Kari Traa          | Jennifer Heil             | Nikola Sudová        |
| 08.01.2006                                                       | Mount Gabriel        | AE    | Evelyne Leu        | Manuela Müller            | Tetjana Kosatschenko |
| 13.01.2006                                                       | Deer Valley          | MO    | Michelle Roark     | Jennifer Heil             | Sara Kjellin         |
| 13.01.2006                                                       | Deer Valley          | AE    | Lydia Ierodiaconou | Manuela Müller            | Li Nina              |
| 14.01.2006                                                       | Deer Valley          | AE    | Guo Xinxin         | Veronika Bauer            | Ala Zuper            |
| 14.01.2006                                                       | Les Contamines       | SX    | Karin Huttary      | Ophélie David             | Magdalena Iljans     |
| 15.01.2006                                                       | Les Contamines       | HP    | Anaïs Caradeux     | Mirjam Jäger              | Marta Ahrenstedt     |
| 20.01.2006                                                       | Kreischberg          | SX    | Magdalena Iljans   | Ophélie David             | Karin Huttary        |
| 11. bis 23. Februar 2006: olympische Wettbewerbe in Sauze d’Oulx |                      |       |                    |                           |                      |
| 20.01.2006                                                       | Lake Placid          | MO    | Michelle Roark     | Stéphanie Saint-Pierre    | Kari Traa            |
| 21.01.2006                                                       | Lake Placid          | AE    | Evelyne Leu        | Amber Peterson Anna Sukal |                      |
| 22.01.2006                                                       | Lake Placid          | MO    | Kari Traa          | Jennifer Heil             | Jillian Vogtli       |
| 28.01.2006                                                       | Madonna di Campiglio | MO    | Jennifer Heil      | Hannah Kearney            | Margarita Marbler    |
| 01.03.2006                                                       | Jisan                | MO    | Jennifer Heil      | Kari Traa                 | Hannah Kearney       |
| 03.03.2006                                                       | Špindlerův Mlýn      | SX    | Ophélie David      | Karin Huttary             | Josefiina Kilpinen   |
| 04.03.2006                                                       | Špindlerův Mlýn      | MO    | Kari Traa          | Sandra Laoura             | Michelle Roark       |
| 05.03.2006                                                       | Špindlerův Mlýn      | AE    | Li Nina            | Ala Zuper                 | Manuela Müller       |
| 03.03.2006                                                       | Davos                | AE    | Jacqui Cooper      | Ala Zuper                 | Evelyne Leu          |
| 05.03.2006                                                       | Inawashiro           | MO    | Jennifer Heil      | Sandra Laoura             | Aiko Uemura          |
| 11.03.2006                                                       | Sierra Nevada        | SX    | Ophélie David      | Méryll Boulangeat         | Karin Huttary        |
| 12.03.2006                                                       | Sierra Nevada        | SX    | Magdalena Iljans   | Karin Huttary             | Ophélie David        |
| 17.03.2006                                                       | Apex                 | HP    | Sarah Burke        | Jennifer Hudak            | Ingrid Berntsen      |
| 18.03.2006                                                       | Apex                 | MO    | Nikola Sudová      | Jennifer Heil             | Hannah Kearney       |
| 19.03.2006                                                       | Apex                 | AE    | Ala Zuper          | Cheng Shuang              | Emily Cook           |

## Nationencup
| Rang | Land                | Punkte |
| ---- | ------------------- | ------ |
| 1    | Kanada              | 744    |
| 2    | Vereinigte Staaten  | 591    |
| 3    | Frankreich          | 497    |
| 4    | Schweiz             | 367    |
| 5    | Österreich          | 282    |
| 6    | Schweden            | 259    |
| 7    | Volksrepublik China | 238    |
| 8    | Australien          | 231    |
| 9    | Japan               | 211    |
| 10   | Tschechien          | 202    |

| Rang | Land               | Punkte |
| ---- | ------------------ | ------ |
| 1    | Kanada             | 454    |
| 2    | Vereinigte Staaten | 277    |
| 3    | Frankreich         | 253    |
| 4    | Österreich         | 181    |
| 5    | Finnland           | 160    |
| 6    | Schweiz            | 152    |
| 7    | Schweden           | 135    |
| 8    | Tschechien         | 123    |
| 9    | Australien         | 109    |
| 10   | Belarus            | 107    |

| Rang | Land                | Punkte |
| ---- | ------------------- | ------ |
| 1    | Vereinigte Staaten  | 314    |
| 2    | Kanada              | 290    |
| 3    | Frankreich          | 244    |
| 4    | Schweiz             | 215    |
| 5    | Volksrepublik China | 155    |
| 6    | Schweden            | 124    |
| 7    | Australien          | 122    |
| 8    | Japan               | 107    |
| 9    | Österreich          | 101    |
| 10   | Norwegen            | 091    |